# 義志
義志（よしゆき）は、原宿（神宮前）に旗艦店を構えるアパレルブランド。姉妹ブランドは「小萩」。デザイナーは緒方義志。

## 概略
デザインフェスタの販売などを経て、2004年には女性ものブランド「小萩」をラフォーレ原宿のチャレンジショップにて開始。2005年に、現在の原宿で路面店をスタートさせる。
2006年にはミス・ユニバース日本代表に赤揃えの甲冑を提供し、ナショナルコスチューム（民族衣装）部門で最優秀賞を受賞した（日本代表・知花くららは準ミス・ユニバースの栄冠に輝く）。2007年の同大会でも、2年連続となるナショナルコスチュームデザインを務め、日本代表・森理世の優勝へ貢献した。（2007年はHIROCOLEDGEのデザイナー高橋理子と共に着物をベースにした衣装を製作）
しかし、2009年のミス・ユニバース日本代表となった宮坂絵美里の衣装では、ピンクのガーターベルトと下着が露になったような下半身むき出しの姿に「下品だ」「売春婦のようだ」と批判が殺到。制作に関わった老舗呉服屋や織元も「丈がこんなに短くなると知っていたら、帯を貸さなかった」（東京・銀座の老舗呉服店、銀座もとじ）の担当者と激怒したが、緒方義志代表は同年7月24日付けのブログで「日本人女性には西洋の女性に勝る色気や大胆さがある」と反論。「セレブファッションコメンテーター」という肩書きの木村カンナも「外国人にとって日本は『芸者』のイメージがあり、海外受けが良い」と擁護。賛否両論の騒動に発展した。
また、異業種とのコラボレーションにも力を入れており、光岡自動車の和製スーパーカー「大蛇（オロチ）」とのコラボレーションを果たした。